# Lithiumklorid
Lithiumchlorid er en kemisk forbindelse med den kemiske formel LiCl. Saltet er en typisk ionisk forbindelse, selvom Li+-ionernes meget lille størrelse giver stoffet nogle egenskaber, som man ikke ser blandt andre alkaliske chlorider, såsom meget høj opløselighed i polære opløsningsmidler (83.05 g/100 mL vand ved 20 °C) og hygroskopiske egenskaber.